# L'Albère
L'Albère (em catalão:  L'Albera) é uma comuna francesa na região administrativa da Occitânia, no departamento dos Pirenéus Orientais. Estende-se por uma área de 17.10 km², com 76 habitantes, segundo o censo de 2018, com uma densidade de 4.4 hab/km².